# Sefardyjska Synagoga Ari
Sefardyjska Synagoga Ari (hebr. בית הכנסת האר"י הספרדי) – czynna synagoga w Safedzie, na północy Izraela. Znajduje się przy ulicy ha-Ari, powyżej starego cmentarza. Jest to jedna z dwóch sefardyjskich synagog w Safedzie poświęconych słynnemu rabinowi Izaakowi Luria, który był znany pod akronimem "ha-Ari".

## Historia
Synagoga została wybudowana na początku XIV wieku i początkowo była poświęcona prorokowi Eliaszowi. Jest to najstarsza synagoga Safedu. Znajduje się ona w dolnej części wzgórza zamkowego, powyżej starego cmentarza. Według tradycji, w XVI wieku do synagogi przychodził modlić się słynny kabalista i rabin Izaakowi Luria, który był znany pod akronimem "ha-Ari". W małym pomieszczeniu na tyłach synagogi miał on zgłębiać mistyczne teksty z pomocą proroka Eliasza. Później synagogę poświęcono pamięci rabina Lurii, i nazwano ją sefardyjską synagogą Ari. Trzęsienie ziemi na Bliskim Wschodzie (1759) oraz trzęsienie ziemi w Galilei (1837) zniszczyły budynek. Odbudowę synagogi sfinansował włoski filantrop Izaak Guetta. Podczas I wojny izraelsko-arabskiej w 1948 roku dostrzeżono strategiczne położenie budynku, który sąsiadował z dzielnicą muzułmańską miasta. Żydowska organizacja paramilitarna Hagana wykorzystała synagogę jako stanowisko bojowe, umieszczając w oknach stanowiska karabinów maszynowych. W latach 90. XX wieku w otoczeniu synagogi zaszły radykalne zmiany. Chasydzi z dynastii Breslev wybudowali tutaj kompleks swoich budynków. Od 2005 roku przeprowadzone są prace renowacyjne w ramach projektu rozwoju turystyki Safedu.
Przy synagodze znajduje się mykwa, którą według tradycji wykorzystywał do rytualnych obmywań rabin Luria. Miał on na łożu śmierci przykazać swoim uczniom, aby w tej mykwie obmywali ciała swoich zmarłych. Miejsce to jest bardzo ważne dla tradycji żydowskiej.

## Architektura
Synagoga jest małym kamiennym budynkiem. Po obu stronach drzwi znajdują się niewielkie wgłębienia, prawdopodobnie pierwotnie przeznaczone na lampy. Wewnątrz synagogi znajdują się liczne niebieskie ozdoby. Pochodzą one z okresu, w którym Sefardyjczycy wierzyli, że kolor niebieski jest święty. Na ścianie południowej (najbliższej Jerozolimie) umieszczono Aron ha-kodesz, a w części centralnej bimę.

## Nabożeństwa
Współcześnie synagoga służy jako miejsce modlitw dla chasydów i Żydów sefardyjskich. Odbywają się w niej regularne modlitwy, wykłady, ćwiczenia i różnorodne zajęcia edukacyjne. Jest ona zamknięta dla turystów w szabaty.